# Yuna Manase
Yuna Suzuki (en japonés: 鈴木友菜, Suzuki Yūna) (Chiba, 11 de noviembre de 1987), más conocida por su nombre en el ring de Yuna Manase (en japonés: まなせゆうな, Manase Yūna), es una luchadora profesional japonesa independiente, conocida por su paso por la promoción de Tokyo Joshi Pro Wrestling. También trabaja como entrenadora y ha formado a varias luchadoras como Natsumi Maki, Tam Nakano y Saori Anou.

## Carrera profesional

### Circuito independiente (2014-presente)
Es conocida por competir brevemente en varias promociones. En el CyberFight Festival 2021, un evento promovido por CyberFight para sus cuatro marcas, DDT Pro-Wrestling, Pro Wrestling Noah, Tokyo Joshi Pro Wrestling y Ganbare☆Pro-Wrestling el 6 de julio de 2021, Suzuki participó en un combate de reglas rumble para 15 personas en el que también participaron Antonio Honda, Muhammad Yone, Shuhei Taniguchi y Yoshiaki Yatsu, entre otros.

#### World Wonder Ring Stardom (2014–2015)
Suzuki hizo su debut en la lucha profesional con World Wonder Ring Stardom en el evento Season 15 New Year Stars 2014, que tuvo lugar el 12 de enero, y donde cayó ante Kairi Sane. Continuó haciendo apariciones esporádicas, como en la segunda noche del Stardom Grow Up Stars 2014 el 30 de marzo, donde compitió en una batalla real de 14 mujeres en la que también participaron Mayu Iwatani, Nanae Takahashi, Act Yasukawa, Alpha Female, Io Shirai, Natsuki Taiyo y otras. Suzuki renunció a la promoción el 8 de marzo de 2015 para comenzar a trabajar para otras compañías.
En el Stardom's 10th Anniversary, el 3 de marzo de 2021, Suzuki hizo un único regreso, participando en un All Star Rumble de 24 mujeres en el que participaron luchadoras del pasado de la promoción como Chigusa Nagayo, Kyoko Inoue, Mima Shimoda, Hiroyo Matsumoto, Emi Sakura, Yuzuki Aikawa y Yoko Bito, entre otras muchas.

#### DDT Pro-Wrestling (2017–presente)
Suzuki suele trabajar para la rama Ganbare☆Pro-Wrestling de DDT, pero hizo apariciones en los eventos de firma de las promociones como el DDT Peter Pan.
En el Ryōgoku Peter Pan 2017, celebrado el 20 de agosto de ese año, participó en un combate con las reglas del rumble por el Ironman Heavymetalweight Championship en el que también participaron Cherry, Yuu, Shoko Nakajima y Yuka Sakazaki, entre otras. Hizo otra aparición en Wrestle Peter Pan 2019 (15 de julio) durante la relación entre DDT y Tokyo Joshi Pro Wrestling, evento en el que hizo equipo con Natsumi Maki y Himawari Unagi en un esfuerzo perdedor ante Rika Tatsumi y The Bakuretsu Sisters (Nodoka Tenma y Yuki Aino).
Otro evento notable en el que compitió fue el DDT Ultimate Party. En la Ultimate Party 2019, el 3 de noviembre, formó equipo con Super Sasadango Machine, Ikemen Jiro, Hiroshi Yamato y Makoto Oishi, cayendo ante Danshoku Dino, Asuka, Yuki Iino, Mizuki y Trans-Am★Hiroshi en un combate por equipos de diez personas por el KO-D 10-Man Tag Team Championship.
En el DDT Ganbare Pro Battle Runner del 17 de enero de 2021, formó equipo con Kuuga y Yumehito Imanari para desafiar sin éxito a The Halfee (Katsuzaki Shunosuke, Moeka Haruhi y Shu Sakurai) por el GWC 6-Man Tag Team Championship.

#### Tokyo Joshi Pro Wrestling (2017–presente)
El trabajo más notable de Suzuki en su carrera tuvo lugar en la Tokyo Joshi Pro Wrestling. Tras renunciar a Actwres girl'Z, debutó en la promoción el 12 de marzo de 2017 en TJPW At This Time, Get Excited In Nerima!, donde consiguió una victoria sobre Nodoka-Oneesan. En TJPW If You Get Lost You Just Go to Shin-Kiba!, el 18 de febrero de 2018, retó sin éxito a Miyu Yamashita por el Princess of Princess Championship. El 4 de noviembre de 2018 en el TJPW 5th Anniversary, Suzuki compitió en un gauntlet royal de 12 mujeres por el Campeonato Ironman Heavymetalweight y por el no.1 contendiente por el Princess of Princess Championship  ganado por Maki Itoh y en el que también participaron Miuzuki, Reika Saiki, Shoko Nakajima y otras. Su victoria más notable tuvo lugar en TJPW KFC 2Days '19 ~Desert Moon~ el 16 de septiembre de 2019, donde derrotó a su propia alumna Natsumi Maki por el International Princess Championship.

## Campeonatos y logros
- Ice Ribbon
  - International Ribbon Tag Team Championship (1 vez) – con Satsuki Totoro
- Tokyo Joshi Pro Wrestling
  - International Princess Championship (1 vez)[15]